# کانن ئی‌اواس ۵دی مارک ۲
کانن ئی‌اواس ۵ دی مارک ۲ (به انگلیسی: Canon EOS 5D II) دوربین تک لنزی بازتابی (DSLR) شرکت کانن می‌باشد. این دوربین از سنسور فول فریم بهره برده است و بسیار ایده‌آل برای عکاسان حرفه‌ای آتلیه و طبیعت و نیز کلیپ‌سازان می‌باشد.

## مشخصات کلی
- مشخصات حسگر و پرونده: حسگر CMOS با کیفیت ۲۱ مگاپیکسل - تکنولوژی تشخیص چهره - تکنولوژی تشخیص لبخند
- فیلم: ابعاد فول اچ‌دی - سرعت ۳۰ فریم بر ثانیه
- عکسبرداری: سرعت شاتر از ۱/۸۰۰۰ ثانیه تا ۳۰ ثانیه
- حساسیت سنسور: ۱۰۰ تا ۶۴۰۰ و (۲۵۶۰۰ در حالت تقویت شده)
- نمایشگر: از نوع ال‌سی‌دی و چرخشی- ۳ اینچ
- فلاش: فاقد فلاش داخلی با قابلیت نصب فلاش خارجی (Hot-shoe, E-TTL II)
- باتری: یون لیتیوم مدل (LP-E6)
- سایر مشخصات: ذخیره بر روی کارت حافظه SD/SDHC/SDXC